# 柔音號
柔音號(英語：Flugelhorn)，又譯作富魯格號或是高音號（與中音號、細管上低音號為同一系列），是由翼號改良而成，並唯一受到泛用的高音柔音銅管，音色遠較小號柔和為其特色。為東歐與荷蘭的軍樂隊（Fanfare Band）編制中的主要樂器，1990年後之爵士樂亦常用此樂器。許多樂團在法國號人數不足時，用此替代。